# Панофобия
Панофобия (син.: пантофобия, панфобия; от др.-греч. πᾶν — всё и др.-греч. -φοβία, φόβος — «страх») — боязнь всего, любых действий и событий, всяких изменений внутренней и внешней среды, сопровождающаяся беспокойством и дискомфортом. Человек, который имеет такую фобию, постоянно думает о том, что что-то плохое должно случиться, и этот страх присутствует постоянно. Постоянное беспокойство мешает жить человеку в настоящем. Он живёт, думая о прошлом, живя прошлым, задумываясь о том, что с ним произошло. У человека с панофобией, как правило, развито воображение и он может придумать то, что в повседневной жизни маловероятно. Он ищет признаки, оправдывающие его страх и тревогу. Панофобия может считаться скорее формой постоянной тревоги, нежели фобией в клиническом смысле.

## История
Термин panphobia был впервые введён Рибо в 1911 году в работе «Психология эмоций». Он определил его как «состояние, в котором пациент боится всё или ничего, где беспокойство, вместо того, чтобы быть приковано к одному объекту, плавает, как во сне, и только становится фиксированным на мгновение когда, переходя от одного объекта к другому, в зависимости от обстоятельств определяет источник опасности».

## Диагностика
В американском Диагностическом и статистическом руководстве по психическим расстройствам последнего, 5-го издания (DSM-5) нет специфической фобии, которая отвечает всеобъемлющему страху, однако присутствует генерализованное тревожное расстройство, которое описывается как «чрезмерное беспокойство и тревога (дурные предчувствия) о ряде событий или действий».
В МКБ-10 также присутствует только генерализованное тревожное расстройство (F41.1), основной чертой которого указывается тревога, носящая стойкий и генерализованный характер, но «не ограниченная какими-либо определёнными средовыми обстоятельствами и даже не возникающая с явной предпочтительностью в этих обстоятельствах (то есть она является „нефиксированной“)».